# Trachymene coerulea
Trachymene coerulea är en flockblommig växtart som beskrevs av Robert Graham. Trachymene coerulea ingår i släktet Trachymene och familjen flockblommiga växter. Inga underarter finns listade i Catalogue of Life.

## Bildgalleri

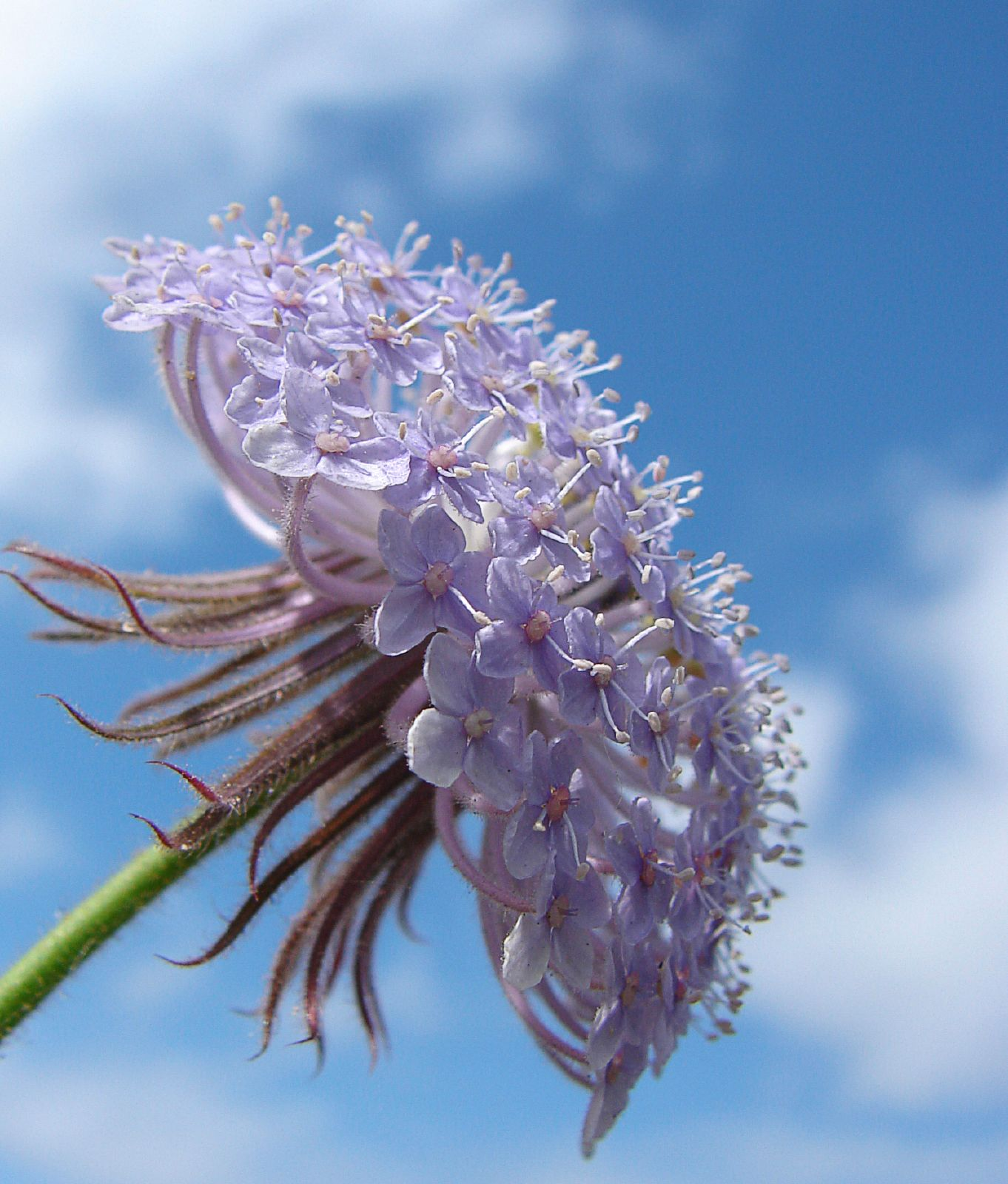
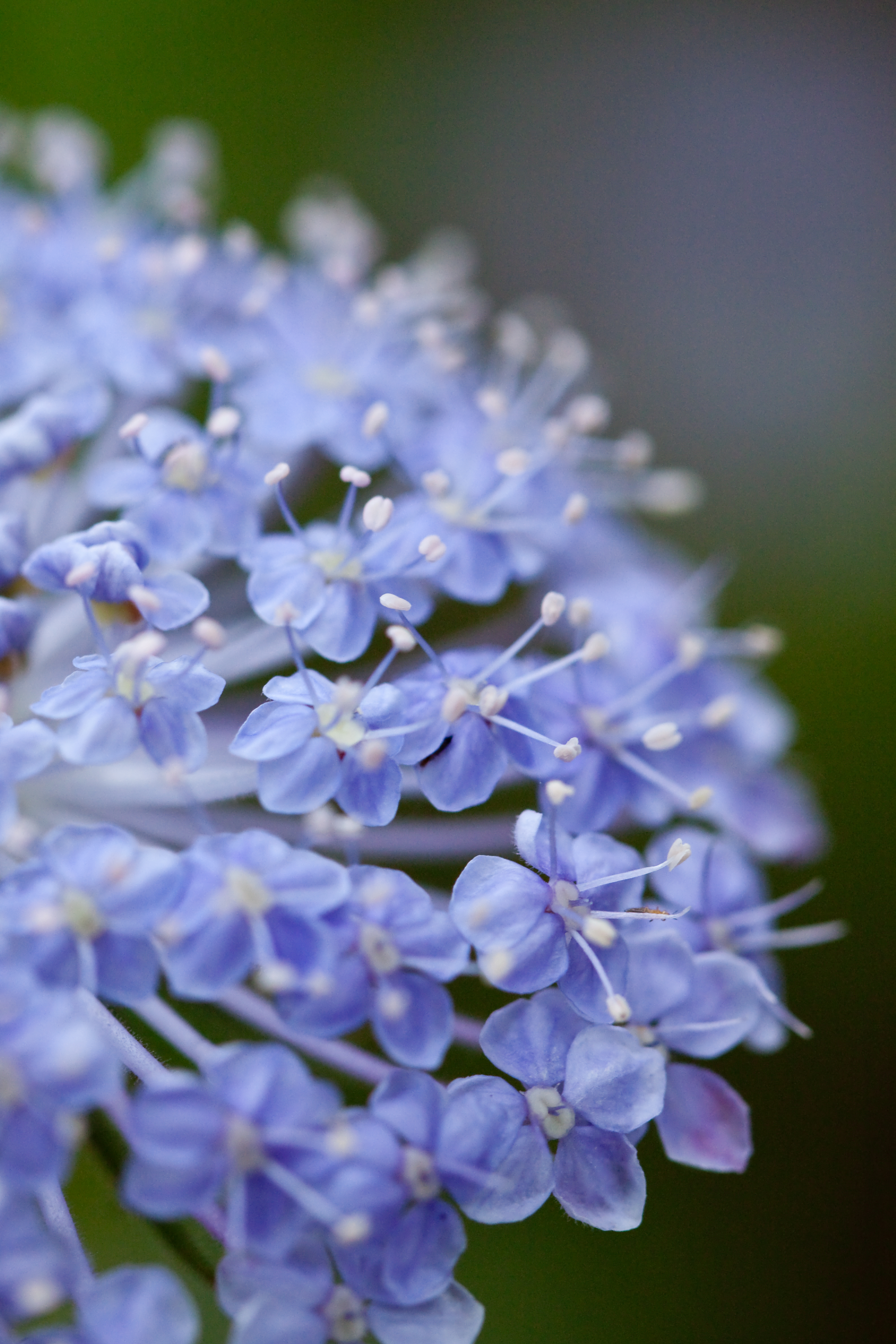
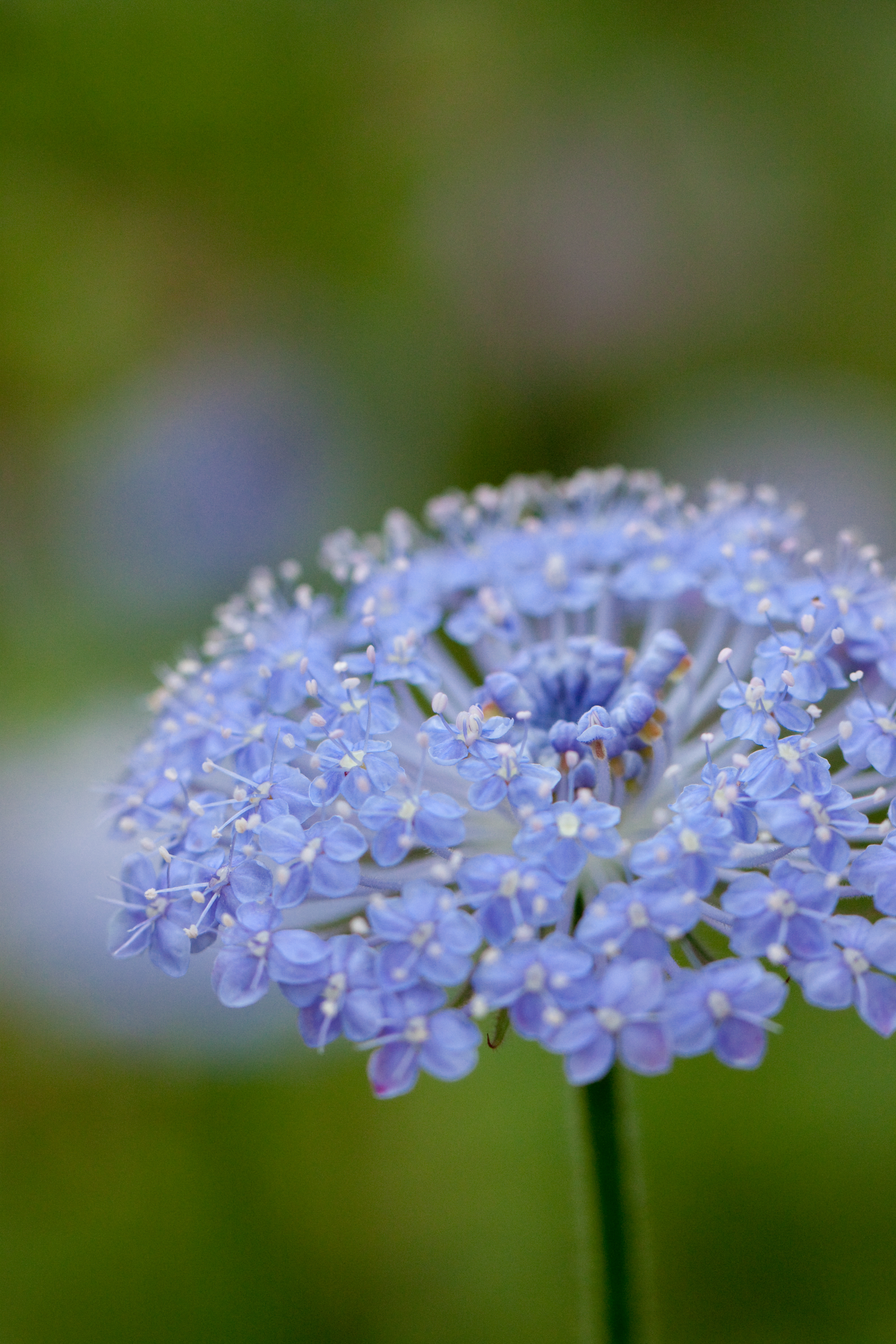